# Џемат (Власеница)
Џемат је насељено мјесто у општини Власеница, Република Српска, БиХ. Према попису становништва из 1991. у насељу је живјело 351 становника.

## Становништво
Према попису становништва из 1991. године, мјесто је имало 351 становника.
| Демографија | Демографија | Демографија |
| Година      | Становника  | Становника  |
| ----------- | ----------- | ----------- |
| 1961.       | 311         |             |
| 1971.       | 376         |             |
| 1981.       | 489         |             |
| 1991.       | 351         |             |